# The American Chess Bulletin
«Американ чесс буллетин» (англ. The American Chess Bulletin) — американский шахматный журнал. Выходил 1 раз в 2 месяца (Нью-Йорк; 1904—1963). Редактор-изданий — Г. Хелмс.
По длительности и непрерывности издания журнал не имеет аналогов в мировой шахматной периодике. Идею издания журнала стимулировал успех шахматного бюллетеня, выпускавшегося Г. Хелмсом во время Кембридж-Спрингского международного турнира 1904 года. Ценный источник информации об американской шахматной жизни, особенно до 1933 года, когда в США не издавалось других стабильных периодических шахматных изданий национального масштаба. Перестал издаваться связи со смертью Г. Хелмса.